# Phragmorchis
Phragmorchis é um género botânico pertencente à família das orquídeas (Orchidaceae).